# Блайт, Рональд
Рональд Блайт (англ. Ronald Blythe, 6 ноября 1922 года, Актон, Суффолк, Англия — 14 января 2023 года, близ Уормингфорда, Эссекс, Англия) — британский писатель и журналист, кавалер ордена Британской империи, кавалер медали Бенсона Королевского литературного общества за жизненные достижения (2006). Наиболее известен романом «Акенфилд» (1969), в котором описывается сельскохозяйственная жизнь в Саффолке с начала века до 1960-х годов. Продолжительное время вёл получившую высокую оценку еженедельную колонку «Слово из Уормингфорда» в независимой лондонской газете Church Times.

## Биография
Был старшим из шести детей. Его отец, Альберт, бывший участником военных действий в Галлиполи и в Палестине во время Первой мировой войны, происходил из потомственных фермеров и наёмных работников Восточной Англии . Его мать, Матильда (уроженка Лондона, в девичестве — Элкинс), работала медсестрой-волонтёркой во время войны. Именно мать передала сыну страсть к книгам.
Образование Рональд получил в школе Святого Петра и Святого Григория в Садбери, Саффолк. В это время он проявлял интерес к церквям, архитектуре, растениям и книгам. Он покинул школу в 14 лет, но, по его словам, остался «хроническим читателем», отдаваясь чтению французской литературы и сочиняя стихи.
Блайт на короткий срок был призван в армию во время Второй мировой войны. Начальство посчитало его негодным к службе, и он вернулся в Восточную Англию, где провёл десять лет вплоть до 1954 года, работая библиотекарем-референтом в Колчестере. Блайт основал Колчестерское литературное общество, а благодаря своей работе в библиотеке познакомился с Кристин Нэш, искавшей партитуру «Идоменея». Она познакомила Блайта со своим мужем, художником Джоном Нэшем, пригласила его к ним домой на ферму Боттенгомс, недалеко от Уормингфорда на границе Эссекса и Саффолка, а также поощряла его стремление стать писателем, подыскав ему небольшой домик на побережье Саффолка недалеко от Олдборо.
После недолгого проживания в Олдборо (это время описано в его мемуарах 2013 года «Время у моря») переехал в Дебак. В течение трёх лет в конце 1950-х он работал на Бенджамина Бриттена на Альдебургском фестивале, редактировал программы и выполнял переводы. Познакомился с Э. М. Форстером, завязал краткосрочные отношения с Патрицией Хайсмит, провёл время с Нэшами и был близко знаком с художниками Восточноанглийской школы живописи и графики в Бентон-Энд возле Хэдли, возглавляемой Седриком Моррисом и Артуром Летт-Хейнсом. «Я был поэтом, но я хотел быть художником, как и все остальные», — говорил Блайт в интервью «Гардиан», «Я в основном являюсь слушателем и наблюдателем. Я впитываю, не задавая вопросов, но я не забываю, и меня вдохновили многие из этих людей, поскольку они усердно работали и не суетились. Они просто прожили свою жизнь очень независимым и организованным образом».
В 1960 году Блайт опубликовал свой первый роман, действие которого происходит в сельской местности Саффолка. «Эпоха иллюзии», сборник очерков, описывающих социальную историю жизни в Англии в межвоенный период, появилась в 1963 году. Публикация этой книги привела к тому, что Блайта попросили стать редактором серии классической литературы для «Penguin Classics» (англ. Penguin English Library), начиная с «Эммы» Джейн Остин и заканчивая Уильямом Хазлиттом, Томасом Харди и Генри Джеймсом. Блайт также писал рассказы и обзоры книг, а позже подготовил ряд антологий, включая The Pleasure of Diaries (1989) и «Личные миры: письма и дневники Второй мировой войны» (1991).
В 1969 году вышел в свет роман «Акенфилд: Портрет английской деревни» — художественный рассказ о жизни в Саффолке с 1880 по 1966 год. Зиму 1966—1967 годов Блайт провёл, слушая рассказы трёх поколений своих соседей из саффолкских деревень Чарсфилд и Дебак и фиксируя их взгляды на образование, класс, благосостояние, религию, сельское хозяйство и уход из жизни. «Акенфилд» — это вымышленное название, основанное частично на Акенхэме (небольшая деревня к северу от Ипсвича) и, вероятно, частично на Чарсфилде. Блайт писал, что, создавая это произведение, не замечал чего-то особенного, но это были последние дни старой традиционной сельской жизни в Британии. Она исчезала. По этому произведению Питер Холл в 1974 году снял фильм «Акенфилд», в котором Блайт сыграл роль викария. Фильм посмотрели пятнадцать миллионов зрителей. «На самом деле я обрабатывал эту землю, но я видел, как её вспахивают лошадьми», — сказал Блайт «Гардиан» в 2011 году, «Так что у меня есть ощущение и понимание её славы и горечи».
В 1970-х годах Блайт ухаживал за больным Джоном Нэшем, что побудило его в 1979 году опубликовать свои размышления о старости в произведении «Вид зимой». В 1977 году Блайт унаследовал ферму Боттенгомс от Нэша, который в 1944 году купил дом йомена елизаветинской эпохи. Позже он опубликовал книгу «Первые друзья» (1999), основанную на письмах из сундука, который он нашёл в купленном доме, в которых описана дружба между братьями Нэш, будущей женой Джона, Кристиной Куленталь, и художницей Дорой Каррингтон.
С 1993 по 2017 год жизнь Блайта в Боттенгомсе и обстановка вокруг его дома были предметом содержания колонки писателя «Слово из Вормингфорда» в Church Times. Это были размышления о литературе, истории, англиканской церкви и мире природы, впоследствии они собраны вместе в книгах «Год прихода» (1998) и «Год на ферме Боттенгомс» (2006). «Последствия: избранные сочинения 1960—2010» вышли в 2010 году.
Блайт никогда не был женат. Он продолжал жить и работать на ферме Боттенгомс в Уормингфорде до своей смерти, следуя мнению (выраженному в «Виде зимой»), что пожилые люди должны оставаться в своих домах, пока это возможно. Он так и не научился водить машину и не пользовался компьютером.
6 ноября 2022 года ему исполнилось 100 лет, и он умер в своем доме чуть более двух месяцев спустя, 14 января 2023 года.

### Редактор
- Emma by Jane Austen (Penguin, 1966) — Penguin Classics edition
- Components of the Scene: Stories, Poems, and Essays of the Second World War (Penguin, 1966) — republished as Writing in a War: Stories, Poems, and Essays of the Second World War (Penguin, 1982)
- Selected Writings by William Hazlitt (Penguin, 1970) — Penguin Classics edition
- Aldeburgh Anthology (Snape Maltings Foundation/Faber Music, 1972)
- Far From the Madding Crowd by Thomas Hardy (Penguin, 1979) — Penguin Classics edition
- Places: An Anthology of Britain (Oxford University Press, 1981)
- The Awkward Age by Henry James (Penguin, 1987) — Penguin Classics edition
- Each Returning Day: The Pleasure of Diaries (Viking, 1989) — published in USA as The Pleasures of Diaries: Four Centuries of Private Writing (Pantheon, 1989)
- Private Words: Letters and Diaries from the Second World War (Viking, 1991)